# FC Coburg
Der FC Coburg ist ein Fußballverein in der oberfränkischen Stadt Coburg. Er entstand 2011 infolge der Insolvenz des DVV Coburg und stieg 2023 erstmals in die Bayernliga auf.

## Geschichte
Der FC Coburg wurde am 8. September 2011 gegründet, nachdem im August 2011 die Auflösung des insolventen Vereins DVV Coburg zum Ende der Saison 2011/12 beschlossen worden war. Zur Saison 2012/13 übernahm der FC Coburg die Mannschaften des DVV Coburg, darunter die in der siebtklassigen Bezirksliga Oberfranken West spielende erste Herrenmannschaft. Der Verein spielt im ehemals von DVV Coburg genutzten Dr. Eugen-Stocke-Stadion.
Im Mai 2013 absolvierte der Verein vor 4000 Zuschauern ein Freundschaftsspiel gegen den damaligen Bundesligisten 1. FC Nürnberg, bei dem man bis zur Halbzeit ein 0:0 halten konnte, aber letztlich mit 0:10 verlor. In der Saison 2014/15 wurde Coburg Meister der Bezirksliga Oberfranken West und stieg erstmals in die sechstklassige Landesliga auf. Aus dieser stieg man nach zwei Jahren wieder ab, als man in der ersten Relegationsrunde am FC Vorwärts Röslau scheiterte. In der Saison 2017/18 gelang dem FC Coburg als Vizemeister der Bezirksliga in der Relegation die direkte Rückkehr in die Landesliga. In der Saison 2018/19 konnte man in der Relegation die Liga halten.
Am 6. Mai 2023 sicherte sich der Verein durch einen 3:2-Auswärtssieg bei der TG Höchberg drei Spieltage vor Saisonende die Meisterschaft in der Landesliga Nordwest und sicherte sich damit den Aufstieg in die Bayernliga. Die Mannschaft stieg jedoch nach nur einer Saison wieder ab, da man als Sechzehntplatzierter der Saison 2023/24 in der Relegation antreten musste und dort in der ersten Runde dem TSV Großbardorf mit 1:2 und 0:4 unterlag. In der Saison 2024/25 gelang den Vestekickern als Meister der direkte Wiederaufstieg.

## Spieler
- Aykut Civelek